# 이민수 (법조인)
이민수(李敏洙, 1933년 ~)는 대한민국의 법조인이다.

## 생애
1933년에 경상남도 의령군에서 태어나 동성고등학교와 대구대학교 법학과를 졸업하고 제12회 고등고시 사법과에 합격해 판사에 임용되었다. 청주지방법원 마산지방법원 대구지방법원 등에서 법원장을 역임했다.

## 주요 판결
- 대구지방법원 경주지원 재판장으로 재직하던 1978년 7월 26일에 월성 원자력발전소 어업권 보상 부정 사건 피고인에 대해 "1975년부터 원자력발전소 부지에 편입된 147정보의 해역 어업권 보장을 감정하면서 수산업법 시행령을 적용하지 않고 뇌물을 주고 받으며 감정평가에 관한 법률을 병용해 실제 보상액보다 7억6천여만원을 높여 감정해 지불함으로써 국고 손실을 초래했다"고 하면서 한국전력 관재처 차장에게 징역5년 벌금1억4천만원 추징금300만원, 관재부장에게 징역1년6월 등을 선고했다.[1]